# Surangel Whipps Jr.
Surangel Whipps Jr. (ur. w 1968 lub 1969 w Baltimore w Stanach Zjednoczonych) – przedsiębiorca i polityk z Palau, prezydent kraju od 21 stycznia 2021.
Zwyciężył w walce o urząd prezydenta kraju w wyborach generalnych w Palau w 2020 roku, jako jego wiceprezydentka służyła Uduch Sengebau Senior. Uzyskał reelekcję w wyborach generalnych w Palau w 2024 roku.
Jest szwagrem poprzedniego prezydenta Tommy’ego Remengesau.